# ماريان ويسنيسكي
ماريان ويسنيسكي (بالفرنسية: Maryan Wisniewski)‏، من مواليد 1 فبراير 1930، لاعب كرة قدم فرنسي سابق.
لعب ويسنيسكي مع منتخب فرنسا لكرة القدم 33 مباراة دولية وسجل 12 هدف، وقد شارك في كأس العالم لكرة القدم 1958 وكأس الأمم الأوروبية لكرة القدم 1960، وكان قد بدأ مسيرته الدولية في 3 أبريل 1955 وهو بعمر 18 سنة وشهرين، كأصغر لاعب يشارك في المنتخب في ذلك الوقت.
و قد بدأ مسيرته الكروية مع نادي أشول، وفي عام 1953 انتقل إلى نادي لنس، ولعب معهم حتى عام 1963، وموسم 1963/1964 انتقل إلى نادي سامبدوريا، وفي عام 1964 انتقل إلى نادي سانت إتيان، ولعب معهم حتى عام 1966، وفي عام 1966 انتقل إلى نادي سوشو، ولعب معهم حتى عام 1969، وفي موسم 1969/ 1970 انتقل إلى نادي غرونوبل واعتزل معهم كرة القدم.

## روابط خارجية
- ماريان ويسنيسكي على موقع الاتحاد الأوربي (الإنجليزية)
- ماريان ويسنيسكي على موقع قاعدة بيانات كرة القدم.إي يو (الإنجليزية)
- ماريان ويسنيسكي على موقع ليكيب (الفرنسية)
- ماريان ويسنيسكي على موقع ناشيونال فوتبول تيمز (الإنجليزية)
- ماريان ويسنيسكي على موقع Soccerway.com (الإنجليزية)
- ماريان ويسنيسكي على موقع عالم كرة القدم.نت (الإنجليزية)